# Renwez
Renwez is een gemeente in het Franse departement Ardennes (regio Grand Est). De plaats maakt deel uit van het arrondissement Charleville-Mézières. Renwez telde op 1 januari 2022 1.637 inwoners.

## Geschiedenis
De gemeente werd op 22 maart 2015 opgenomen in het op die dag gevormde kanton Bogny-sur-Meuse nadat het kanton Renwez, waar de gemeente tot de hoofdplaats van was, werd opgeheven.

## Geografie
De oppervlakte van Renwez bedroeg op 1 januari 2022 16,18 vierkante kilometer; de bevolkingsdichtheid was toen 101,2 inwoners per km².
De onderstaande kaart toont de ligging van Renwez met de belangrijkste infrastructuur en aangrenzende gemeenten.

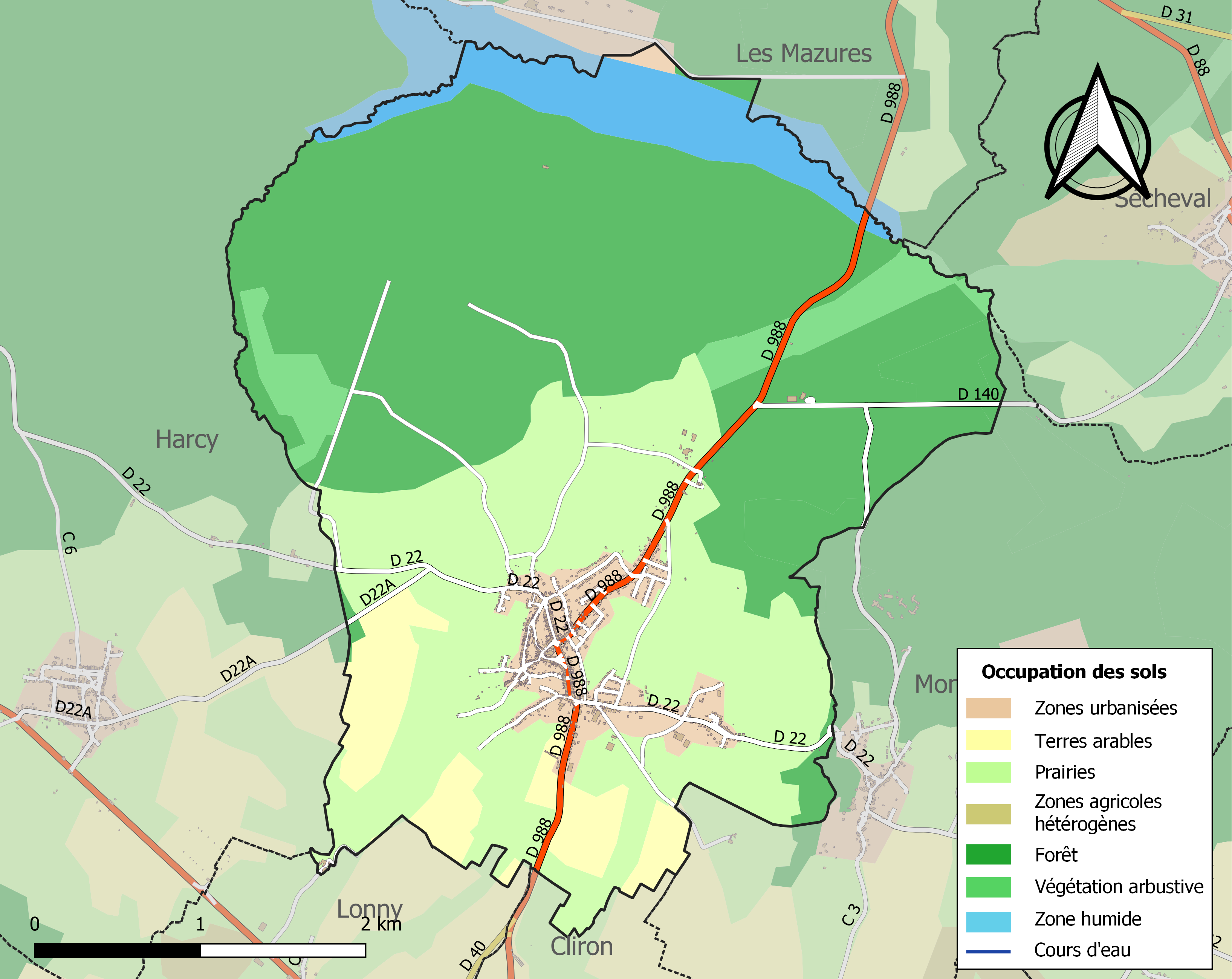

## Demografie
Onderstaande figuur toont het verloop van het inwonertal.
Vanwege een beveiligingsprobleem met de MediaWiki Graph-software is het momenteel niet mogelijk deze grafiek weer te geven. Zodra de software is bijgewerkt zal de grafiek vanzelf weer zichtbaar worden.

## Afbeeldingen

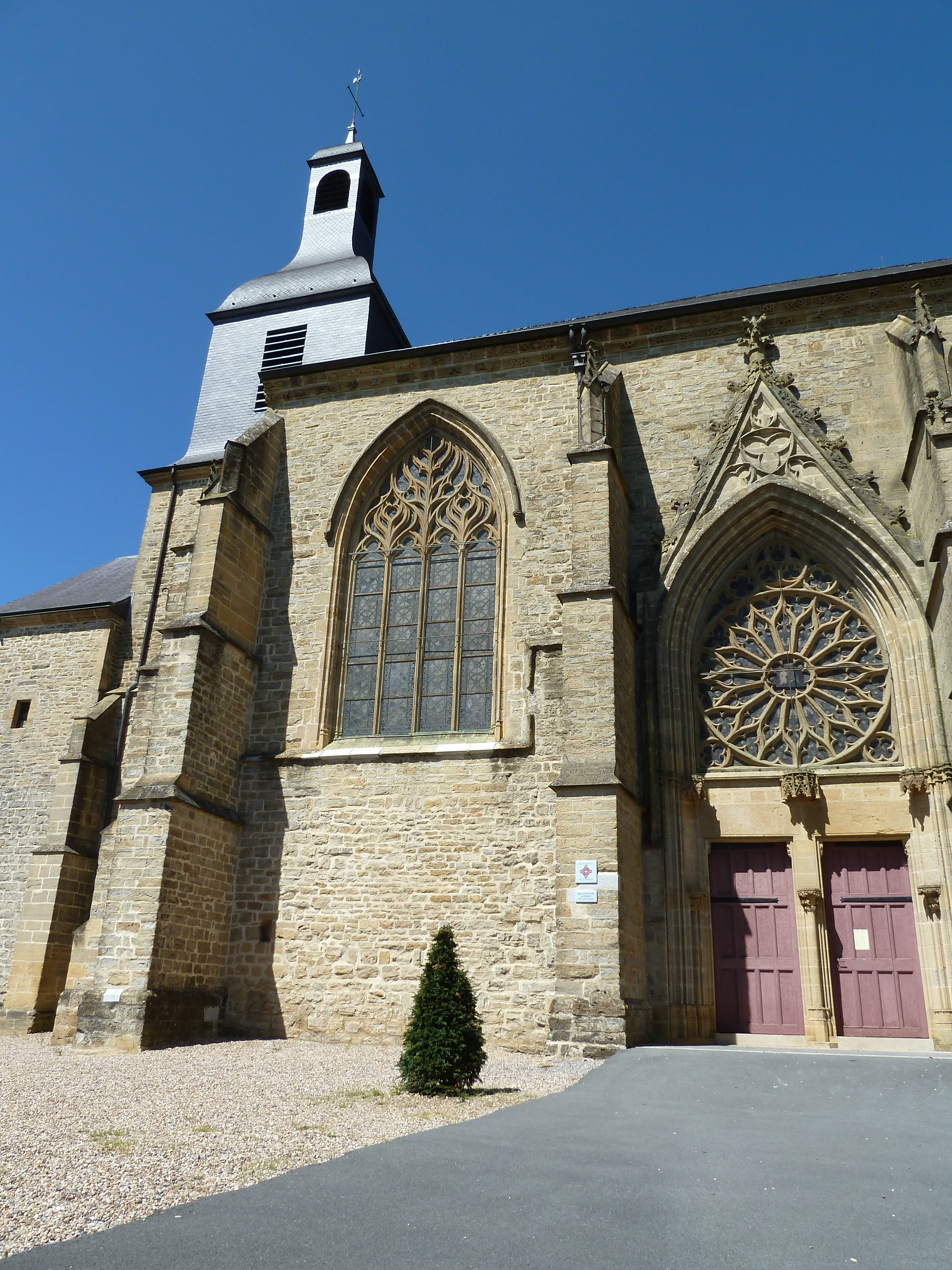
Kerk Notre-Dame
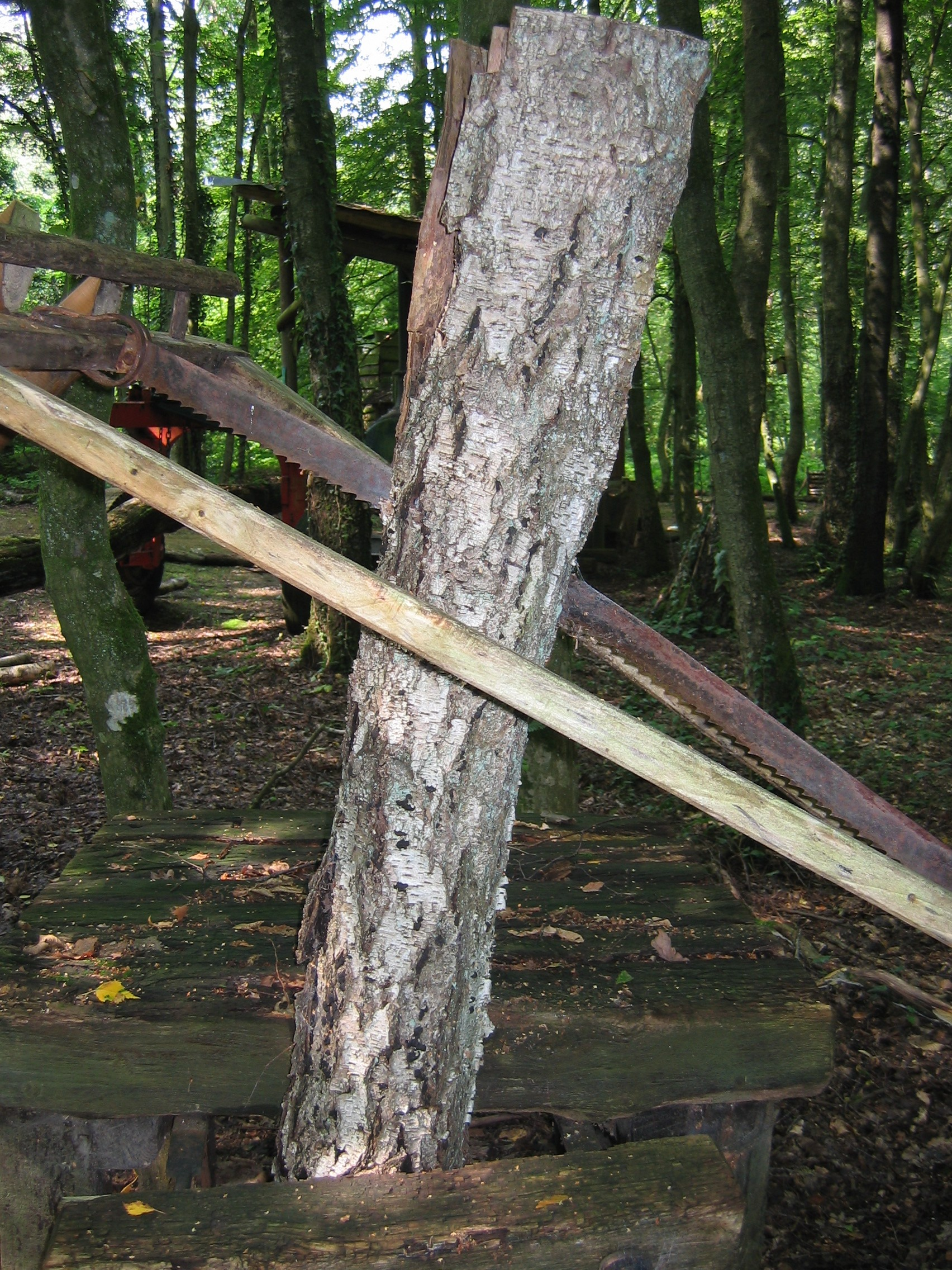
Musée de la forêt (Bosmuseum)